# Ventosa de San Pedro
Ventosa de San Pedro es una localidad española del municipio de San Pedro Manrique, perteneciente a la provincia de Soria, en la comunidad autónoma de Castilla y León. 

## Geografía
Esta pequeña población de la comarca de Tierras Altas está ubicada en el norte de la provincia, en el límite con La Rioja bañado por el río del mismo nombre afluente del  Mayor en la vertiente mediterránea y afluente del río Alhama al sur de la sierra de Achena y al norte de la de Alcarama. Desde el punto de vista jerárquico de la Iglesia católica forma parte de la diócesis de Osma la cual, a su vez, pertenece a la provincia eclesiástica de Burgos. Forma parte del partido judicial de Soria.
El único acceso a la localidad se realiza gracias a la carretera provincial SO-P-1102.

## Historia
A la caída del Antiguo Régimen la localidad se constituye en municipio constitucional, conocido entonces con el nombre de Ventosa, formando parte de la región de Castilla la Vieja.  que en el censo de 1842 contaba con 76 hogares y 300 vecinos. Hacia mediados del siglo XIX, el lugar, por entonces con ayuntamiento propio, tenía contabilizadas 80 casas. Aparece descrito en el decimoquinto volumen del Diccionario geográfico-estadístico-histórico de España y sus posesiones de Ultramar de Pascual Madoz de la siguiente manera:

VENTOSA DE SAN PEDRO (la): l. con ayunt. en la prov. de Soria (7 leg.), part. jud. de Agreda (4), aud. terr. y c. g. de Búrgos, dióc. de Calahorra (9): sit. á la márg. izq. del r. de San Pedro, con buena ventilacion y saludable clima: tiene 80 casas; la consistorial, que sirve de cárcel; escuela de instruccion primaria á cargo de un maestro dotado con 396 rs.; una igl. parr. filial de la de San Miguel de San Pedro Manrique: confina el térm. con los de Huerteles, Honcala, las Fuentes, Sarnago y Fuentebella: el terreno bañado por el indicado r. es de buena calidad. caminos: los que dirigen á los pueblos limítrofes, correo: se recibe y despacha en San Pedro Manrique. prod.: trigo, cebada, centeno, avena, legumbres, hortalizas y buenos pastos, con los que se mantiene ganado lanar y cabrío. ind.: la agrícola y recriacion de ganados. comercio: esportacion del sobrante de frutos, ganado y lana, é importacion de los art. que faltan. pobl.: 76 vec., 300 alm. cap. imp.: 33,782 rs. 18 mrs.
(Madoz, 1849, p. 666)

A mediados del siglo XIX el término se amplía al incorporar a Palacios.
A finales del siglo XX pasó a integrarse el municipio de San Pedro Manrique. Ambas localidades contaban entonces con 32 hogares y 143 habitantes.

## Yacimientos
- Ruta de las Icnitas con icnitas o huellas tridáctilas de dinosaurios carnívoros.

## Demografía
| Gráfica de evolución demográfica de Ventosa de San Pedro entre 1842 y 1970 |
| |
| Población de derecho según los censos de población del INE Población de hecho según los censos de población del INEEntre el censo de 1857 y el anterior, crece el término del municipio porque incorpora a 425081 (Palacios) Entre el censo de 1981 y el anterior, este municipio desaparece porque se integra en el municipio 42165 (San Pedro Manrique) |

En el año 1981 contaba con 49 habitantes, concentrados en el núcleo principal, pasando a 10 en 2010, 8 varones y 2 mujeres.
| Gráfica de evolución demográfica de Ventosa de San Pedro entre 2000 y 2010                       |
|                                                                                                  |
| Población de derecho (2000-2010) según los censos de población del INE a 1 de enero de cada año. |